# Tom Conti
Tom Conti (n. 22 noiembrie 1941) este un actor, regizor de teatru și romancier scoțian.
- Nominalizat la Premiul Oscar pentru cel mai bun actor pentru rolul din Reuben, Reuben (1983).

1. ↑  Tom Conti, Internet Broadway Database, accesat în 9 octombrie 2017
2. ↑  Tom Conti, SNAC, accesat în 9 octombrie 2017
3. ↑  „Tom Conti”, Gemeinsame Normdatei, accesat în 27 aprilie 2014
4. ↑  The Encyclopedia of British Film[*], p. 137 Verificați valoarea |titlelink= (ajutor)
5. ↑  Nina Conti: I've learnt to 'take my hands off the wheel and live' (în engleză), The Sydney Morning Herald[*], 27 octombrie 2019
6. ↑  CONOR.SI[*] Verificați valoarea |titlelink= (ajutor)
7. ↑  Prospectus | Our alumni (PDF) (în engleză), p. 16